# Wacław Damrosz
Wacław Damrosz (ur. 15 września 1894 w Strzemieszycach, zm. 26 lutego 1965) – podpułkownik saperów Wojska Polskiego i Polskich Sił Zbrojnych, kawaler Orderu Virtuti Militari.

## Życiorys
Urodził się 15 września 1894 w Strzemieszycach, pow. będziński, jako syn Jana. W 1914 roku ukończył gimnazjum filologiczne w Siedlcach i zdał maturę. Następnie po jednym semestrze w szkole technicznej Wawelberga, w styczniu 1915 roku został powołany do służby wojskowej w armii rosyjskiej. Po ukończeniu kursu oficerskiego w Szkole Inżynierii w Petersburgu, służył jako młodszy oficer w oddziale inżynieryjnym na froncie. Pod koniec lata 1917 roku przeszedł do 1 pułku inżynieryjnego w I Korpusie Polskim w Rosji, w którym był dowódcą plutonu, dowódcą kompanii saperów, a następnie dowódcą 1 batalionu saperów. W 1918 roku wraz z pułkiem udał się do Bobrujska, brał udział we wszystkich stoczonych walkach.
W 1918 roku wrócił do Warszawy i jako nauczyciel wychowania fizycznego wziął udział w rozbrajaniu Niemców. W listopadzie 1918 roku wstąpił do Wojska Polskiego i otrzymał przydział do organizującego się 1 pułku inżynieryjnego jako dowódca kompanii saperów. Po jego zorganizowaniu wyruszył na front i walczył w Małopolsce Wschodniej, w Grupie pułkownika Leona Berbeckiego. Podczas wycofywania się na kierunku Ostrój – Korzec – Szepietówka kierował pracami fortyfikacyjnymi na kolejnych pozycjach. W lutym 1919 roku eskortował dwa pociągi z amunicją i żywnością. Gdy na linii odchodzenia Ukraińcy wysadzili most pod Moszczanami, odbudował go kompanią saperów i pod ogniem nieprzyjaciela wyprowadził pociągi z okrążenia. W bojach o Bełżec, w walce na bagnety, wykazał się wybitnym męstwem i odwagą. 15 września 1919 roku, po rozwiązaniu 1 pułku inżynieryjnego, został przydzielony do I baonu saperów.
Po wojnie, w 1921 roku ukończył kurs oficerów saperów sztabu. W 1923 roku pełnił czasowo obowiązki dowódcy I batalionu saperów. W 1924 roku, po awansie do stopnia majora, został zatwierdzony na stanowisku dowódcy. 17 czerwca 1925 roku został przesunięty na stanowisko kwatermistrza 3 pułku Saperów Wileńskich. 25 października 1926 roku został dowódcą batalionu szkolnego w Oficerskiej Szkole Inżynierii w Warszawie. 5 listopada 1928 roku został przeniesiony do 7 pułku Saperów Wielkopolskich w Poznaniu na stanowisko dowódcy XVII batalionu saperów, a rok później na szefa saperów w dowództwie 14 Dywizji Piechoty w Poznaniu. 23 października 1931 roku został szefem inżynierii w Dowództwie Okręgu Korpusu Nr I w Warszawie, a po dwóch latach został zarządcą Pomocniczego Składu Saperskiego w Warszawie. W 1935 roku przeniesiono go na stanowisko kwatermistrza do Centrum Wyszkolenia Saperów, a w 1936 roku na dowódcę 3 batalionu saperów w Wilnie. W czasie kampanii wrześniowej zajmował stanowisko oficera sztabowego w Dowództwie Saperów Ministerstwa Spraw Wojskowych.
Po przegranej kampanii przedostał się na Zachód, gdzie w latach 1942–1946 był dowódcą 11 batalionu saperów kolejowych w składzie Armii Polskiej na Wschodzie, III Korpusie, a od maja 1945 w II Korpusie. Po wojnie osiedlił się w Wielkiej Brytanii.
Dwukrotnie żonaty. Z Heleną (ur. 1902) z domu Solan, miał dwóch synów Witolda (ur. 1923) i Jerzego (ur. 1927). Z drugą żoną Ireną Witkowską miał córkę Jacqueline Marię Damrosz (ur. 1954).

## Awanse
- chorąży – 1916
- podporucznik
- porucznik – 1917
- kapitan – ze starszeństwem z dniem 1 czerwca 1919[11]
- major – 31 marca 1924 roku ze starszeństwem z dniem 1 lipca 1923 roku i 6. lokatą w korpusie oficerów inżynierii i saperów[12]
- podpułkownik – ze starszeństwem z dniem 1 stycznia 1936 roku i 2. lokatą w korpusie oficerów inżynierii i saperów[13]
- pułkownik – ?[potrzebny przypis]

## Ordery i odznaczenia
- Krzyż Srebrny Orderu Wojskowego Virtuti Militari nr 8170 (1923)
- Krzyż Walecznych (trzykrotnie: po raz 1 i 2 w 1922[14], po raz 3 w 1922[15])
- Złoty Krzyż Zasługi (19 marca 1936)[16]
- Medal Niepodległości (9 listopada 1933)[17][18]
- Medal Międzysojuszniczy „Médaille Interalliée”[19]

## Opinie
Był oficerem dobrze wyszkolonym pod względem ogólnym i fachowym oraz dobrym, wymagającym i sprawiedliwym dowódcą.